# Bukovac (Despotovac)
Pour les articles homonymes, voir Bukovac.
Bukovac (en serbe cyrillique : Буковац) est un village de Serbie situé dans la municipalité de Despotovac, district de Pomoravlje. Au recensement de 2011, il comptait 488 habitants.

## Démographie
| 1948 | 1953  | 1961  | 1971 | 1981 | 1991 | 2002 | 2011 |
| ---- | ----- | ----- | ---- | ---- | ---- | ---- | ---- |
| 987  | 1 033 | 1 062 | 943  | 744  | 796  | 490  | 488  |

|  |